# Rankstarr
Rankstarr (Carex elongata) är en gräslik växtart inom familjen halvgräs.